# 埃妮奥拉·阿卢科
埃妮奥拉·阿卢科（英語：Eniola Aluko，1987年2月21日—），英国女子足球运动员。她曾代表英格兰代表队参加2007年、2011年和2015年国际足联女子世界杯。她也曾参加2012年夏季奥林匹克运动会。